# Свети Георги (Кюстендил)
Вижте пояснителната страница за други значения на Свети Георги.
„Свети Георги Победоносец“ е средновековна българска църква в град Кюстендил. Църквата се намира в квартал Колуша в подножието на планината Осогово. Колуша е седалище на кюстендилския митрополит по времето на Османската империя.

## История, особености
Църквата е кръстокупоолна, от типа „вписан кръст“, с размери 10 метра дължина без притвора и ширина – 8,70 метра. Изградена е върху каменни основи от тухли, с т.нар. „скрити редове“, техника, при която редовете тухли са замазани през един по фасадите. Куполът и стените завършват с подпокривен двуреден корниз тип „вълчи зъб“.
Според архитектурните ѝ особености и неотдавна разкритите средновековни стенописи, датирането ѝ може да се отнесе към XI-XII век. Тя е национален паметник на културата с голяма архитектурна, художествена и историческа стойност. Във вътрешността ѝ са разкрити стенописи от XII, XV, XVI и XIX век, представляващи редки паметници на църковната живопис. Средновековната иконография, дело на майстори зографи от Солунската школа, е представена от християнските светци – Пантелеймон и Ермолай, Козма и Дамян, Мина както и от светиците Варвара, Неделя, Петка и Екатерина. Най-добре запазеният образ е на Св. Никола. От XV-XVI в. са стенописите на Сава Сръбски и Йоан Кръстител. Съществува предположение, че тук се намира гробът на българския цар Михаил III Шишман, убит в битката при Велбъжд през 1330 г.
След Освобождението между 1878 – 1882 г. църквата е обновена. Към нея е построена допълнителна част – преддверие и камбанария. Стените отвън и отвътре са покрити с нова мазилка и изписани от местни и самоковски майстори.
В непосредствена близост до църквата е възрожденската сграда, където са експонирани част от запазените възрожденски икони и други паметници на църковната живопис.
Средновековните стенописи са редки паметници, носещи характерните черти на монументалната византийска живопис в България, а възрожденските – разширяват и обогатяват представите за българската църковна живопис от този период. Църквата притежава голяма историческа, художествена и архитектурна стойност.
Църквата е архитектурно-строителен паметник на културата с национално значение (ДВ, бр.77/1968 г.) и художествен паметник на културата с национално значение (ДВ, бр.100/1969 г.).
Църквата чества деня на светеца на 6 май.

## Реставрация
Първите проучвания на църквата са извършени през 1906 г. от акад. Йордан Иванов. През 1921 г. църквата е проучена и от А.Грабар, а през 1931 г. и от Н.Мавродинов. През 1974 – 76 г. Пламен Петров извършва първото реставраторско проучване на църквата, което продължава в периода 1979 – 1985 г. от архитектката Христина Станева и художничката реставраторка Люба Красовска. След 1990 г. реставрационните работи са ръководени от Аблена Мазакова, а в последния етап – 2004 г. от Боряна Дживданова. През 1985 г. стенописите от притвора са свалени, а притвора и камбанарията са съборени. С това църквата е възстановявана в нейните средновековен вид, обем и пропорции. През 1990 г. започва цялостното разкриване на запазените средновековни стенописи. Окончателната реставрация на църквата е завършена едва през 2004 г.

## Галерия
- Общ изглед
- Общ изглед
- Общ изглед
- Общ изглед
- Изглед отвътре
- Свети Ермолай – стенопис
- Свети Никола – стенопис
- Свети Сава Сръбски – стенопис
- Свети Дамян – стенопис
- Графити от 1836 г.
- Гробището в двора на църквата
- Музейната сграда в двора на църквата